# Motorvägskorsningar i Sverige
En motorvägskorsning är en trafikplats där mer än en motorväg är inblandad och där det finns möjlighet att byta väg planskilt. Planskilt betyder att trafikflödena korsar varandra på broar och att inga vänstersvängar finns där man korsar mötande trafik. Motorvägskorsningar består antingen av två motorvägar som korsar varandra, eller en motorväg som viker av från en annan (och börjar vid trafikplatsen).

## Lista över motorvägskorsningar
Korsning där det går motorvägar åt fyra håll, samtliga är motorvägar och det inte finns något trafikljus, någon rondell eller någon vänstersväng där man korsar en fil i plan.
| Trafikplats Petersborg                      | Fyrklöver(4)                                  | Malmö       | E6, E20, E22                                 |
| Trafikplats Fredriksberg                    | Fyrklöver(4)                                  | Malmö       | E6 E20 E22, E65                              |
| Trafikplats Sunnanå                         | Fyrklöver(3) malterserkors(1)                 | Burlöv      | E6 E20 E22, Riksväg 11                       |
| Trafikplats Kronetorp                       | Malteserkors (2) (2 saknas)                   | Burlöv      | E6, E20, E22, "E22.10" (plus femte landsväg) |
| Trafikplats Helsingborg Södra               | Fyrklöver(2), malterserkors(1), direktramp(1) | Helsingborg | E4, E6, E20, Länsväg 109                     |
| Trafikplats Kropp                           | Malteserkors(2) fyrklöver(1) (1 saknas)       | Helsingborg | E4, E6, E20, "E4.23"                         |
| Trafikplats Gävle Västra (f.d. Johanneslöt) | Malteserkors(1), fyrklöver(2), väderkvarn(1)  | Gävle       | E4, E16                                      |

Siffrorna inom parentes avser antal vänstersvängar med respektive konstruktion.

## Lista över andra motorvägskorsningsliknande trafikplatser i Sverige
Korsning som är utformad som en äkta motorvägskorsning, där det går vägar åt fyra håll, men alla inte är skyltade som motorväg, och det inte finns något trafikljus, någon rondell eller någon vänstersväng där man korsar en fil i plan. Det kan förekomma trafikljus för att väva ihop filer, men trafikljus för korsande trafik får inte förekomma för att räknas här.
| Trafikplats Örja                         | Fyrklöver(3)                                                           | Landskrona | E6(&E20), Riksväg 17 |
| Trafikplats Ljungarum                    | Fyrklöver(3)                                                           | Jönköping  | E4, Riksväg 40 |
| Trafikplats Gärdedalen                   | Fyrklöver(3), malteserkors(1)                                          | Sundsvall  | E4 |
| Trafikplats Notviken                     | Fyrklöver(4)                                                           | Luleå      | E4, Riksväg 97 |
| Gullbergsmotet                           | Turbin(2), fyrklöver(2)                                                | Göteborg   | E6, E45 (det finns ett par trafikljus för vävning av filer) |
| Järnbrottsmotet                          | Dubbeltrumpet(4)                                                       | Göteborg   | Länsväg 158, "E6.20" (det finns ett trafikljus för vävning av filer)                                                                                             |
| Trafikplats Linköping Västra (f.d. Tift) | Ruterkorsning med stor 'cirkulationsplats', eg. icke högklassig tpltyp | Linköping  | E4, Riksväg 34 |
| Trafikplats Gubbängen                    | Fyrklöver(4)                                                           | Stockholm  | Riksväg 73, Länsväg 229 (den är inte helt korsningsfri, det finns gatuanslutning till vissa ramper)                                                              |
| Slussen                                  | Fyrklöver(4) (inga högersvängar)                                       | Stockholm  | Länsväg 222 och gator. Invigd 1935. Sveriges första sådana korsning. Den är inte rent korsningsfri, det förekommer gående, och numera någon vänstersväng i plan. |
| Marieholmsmotet                          | Fyrklöver(3),trumpet(1)                                                | Göteborg   | E45, Marieholmstunneln, Partihallsförbindelsen, öppnas fullt ut hösten 2020                                                                                      |

## Lista över trafikplatser där en motorväg viker av från en annan
Korsning där det går motorvägar åt tre håll korsningsfritt. 

Anslutningar till gator och landsvägar via vanliga icke korsningsfria avfarter räknas inte med. Sådana förekommer.
| Olskroksmotet               | ½ Malteserkors | Göteborg          | E6, E20 (plus ytterligare gatuanslutning)              |
| Trafikplats Arlanda         | Trumpet        | Märsta            | E4, Länsväg 273 (plus ytterligare landsvägsanslutning) |
| Trafikplats Bulltofta       | ½ Malteserkors | Malmö             | Inre Ringvägen, Riksväg 11                             |
| Trafikplats Häggvik         | Trumpet        | Sollentuna kommun | E4, Länsväg 265 (plus ytterligare gatuanslutning)      |
| Trafikplats Linköping Östra | Trumpet        | Linköping         | E4, Riksväg 35 (eg. E4.21)                             |
| Trafikplats Nyboda          | ½ Malteserkors | Stockholm         | E4 E20, Södra Länken                                   |
| Trafikplats Nynäsvägen      | ½ Malteserkors | Stockholm         | Södra Länken, 73 (plus ytterligare gatuanslutning)     |
| Trafikplats Saltskog Östra  | Trumpet        | Södertälje        | E4, E20 (plus ytterligare landsvägsanslutning)         |
| Trafikplats Skvaltan        | Trumpet        | Nacka             | Länsväg 222, Saltsjöbadsleden                          |
| Trafikplats Årsta           | ½ Malteserkors | Stockholm         | Länsväg 260, Södra länken                              |

Korsning där det går motorvägar åt tre håll, men en förbindelse inte är korsningsfri. 
| Kallebäcksmotet              | ¼ Malteserkors | Göteborg   | E6, Riksväg 40                                                   |
| Ringömotet                   | ½ Malteserkors | Göteborg   | E6, E6.21 Länsväg 155 (innehåller ett trafikljus, se Ringömotet) |
| planerad 4-vägsutbyggnad     | ¾ Malteserkors | Göteborg   | E6, E6.21 Länsväg 155, Marieholmstunneln                         |
| Trafikplats Adolfsberg       | ¼ Malteserkors | Örebro     | E18, E20                                                         |
| Trafikplats Aspholmen/Bista  | ¼ Malteserkors | Örebro     | E18/E20, Södra Infartsleden                                      |
| Trafikplats Alnarp           | ¼ Malteserkors | Arlöv      | E6/E20, Västkustvägen                                            |
| Trafikplats Alphyddan        | ¼ Malteserkors | Nacka      | Länsväg 222, Södra länken                                        |
| Trafikplats Norrköping Norra | ¼ Malteserkors | Norrköping | E4, Stockholmsvägen                                              |
| Trafikplats Säby             | ¼ Malteserkors | Uppsala    | E4, Tycho Hedéns väg                                             |

Korsning där det går motorvägar eller motorvägsliknande väg åt tre håll, helt korsningsfritt.
| Åbromotet                    | ½ Malteserkors            | Mölndal    | E6/E20, "E6.20" (plus ytterligare gatuanslutning)                      |
| Rödastensmotet               | ½ Malteserkors med slinga | Göteborg   | E6.20, Oscarsleden E45                                                 |
| Kungsstensmotet              | ½ Malteserkors            | Göteborg   | E6.20, Högsboleden (plus ytterligare gatuanslutning)                   |
| Bräckemotet                  | ½ Malteserkors            | Göteborg   | E6.20, Lundbyleden E6.21/Länsväg 155 (plus ytterligare gatuanslutning) |
| Råsserödsmotet               | Trumpet                   | Uddevalla  | Riksväg 44, Bratterödsleden                                            |
| Trafikplats Enögla           | Trumpet                   | Enköping   | E18, Riksväg 55                                                        |
| Trafikplats Norrköping Södra | Trumpet                   | Norrköping | E4, E22                                                                |
| Trafikplats Falltorp         | Trumpet                   | Örebro     | Örebro Flygplats                                                       |